# Asaracus megacephalus
Asaracus megacephalus är en spindelart som beskrevs av Koch C.L. 1846. Asaracus megacephalus ingår i släktet Asaracus och familjen hoppspindlar. Inga underarter finns listade i Catalogue of Life.